# Таганская тюрьма
Московская губернская уголовная тюрьма, Таганская тюрьма или просто «Таганка» была сооружена в 1804 году по указу императора Александра I. Она была дислоцирована на тогдашней окраине Москвы, недалеко от Таганской площади (от которой получила своё название), на улице Малые Каменщики (современные владения 16 и 18), в непосредственной близости от Новоспасского монастыря. Закрыта 10 июля 1960 года, снесена в том же году.

## История тюрьмы
Первоначально служила тюремным работным домом (аналогом нынешних исправительно-трудовых колоний) для уголовных заключённых. При тюрьме работали многочисленные мастерские: портновские, токарные, переплётные, слесарные. Действовала типография. К концу XIX века в тюрьме стали содержаться и политические заключённые, количество которых значительно возросло после Октябрьской революции. В XX веке тюрьма приобрела функции пересыльной. По документам она проходила как место заключения ― «рабочий дом с лишением свободы».
В январе 1906 года в Таганской тюрьме, договорившись с администрацией, для заключённых пел Шаляпин.
После Октябрьской революции в мастерских выполнялись срочные заказы для центрального карательного отдела Наркомюста, войск внутренней охраны и внутренней службы. В июле 1920 года штат тюрьмы состоял из 191 человека, заключённых ― 1200.
О гуманном воспитательном значении тюрем газеты того времени писали так: «При карательном отделе Наркомюстиции с 15 мая, по инициативе т. Саврасова, организованы ударные бригады из заключённых Таганской тюрьмы по ремонту канализации, водопровода, электрическому освещению и др. работам. Эти работы пока производятся в местах заключения и в Яузской больнице под руководством инженера Короленко. На очереди вопрос громадного значения ― чтобы эти мастерские были расширены по разным отраслям производства и дошли до фабрично-заводского образца, и чтобы ни один заключённый не вышел из тюрьмы, не изучив какой-нибудь отрасли производства» («Правда», 02. 11.1921). В том же году журнал «Тюрьма», выпускавшийся в Таганской тюрьме, радостно рассказывал читателям о том, что «труд заключённых приобретает всё большее значение». Хотя в Таганской губернской тюрьме тогда работало всего 65 % заключённых.
В феврале 1939 года был объявлен штат Таганской тюрьмы: руководство (начальник тюрьмы, замначальника по оперработе, дежурные помощники начальника, оперуполномоченный), политчасть, охрана (старшие по корпусу, старшие надзиратели, надзиратели), пожарная охрана, канцелярия, финчасть, хозчасть, санчасть. При общем штате тюрьмы в 774 «лимит» (число заключённых) составлял 1936 человек.
В 1940 году в Таганской тюрьме содержалось 4120 заключённых.

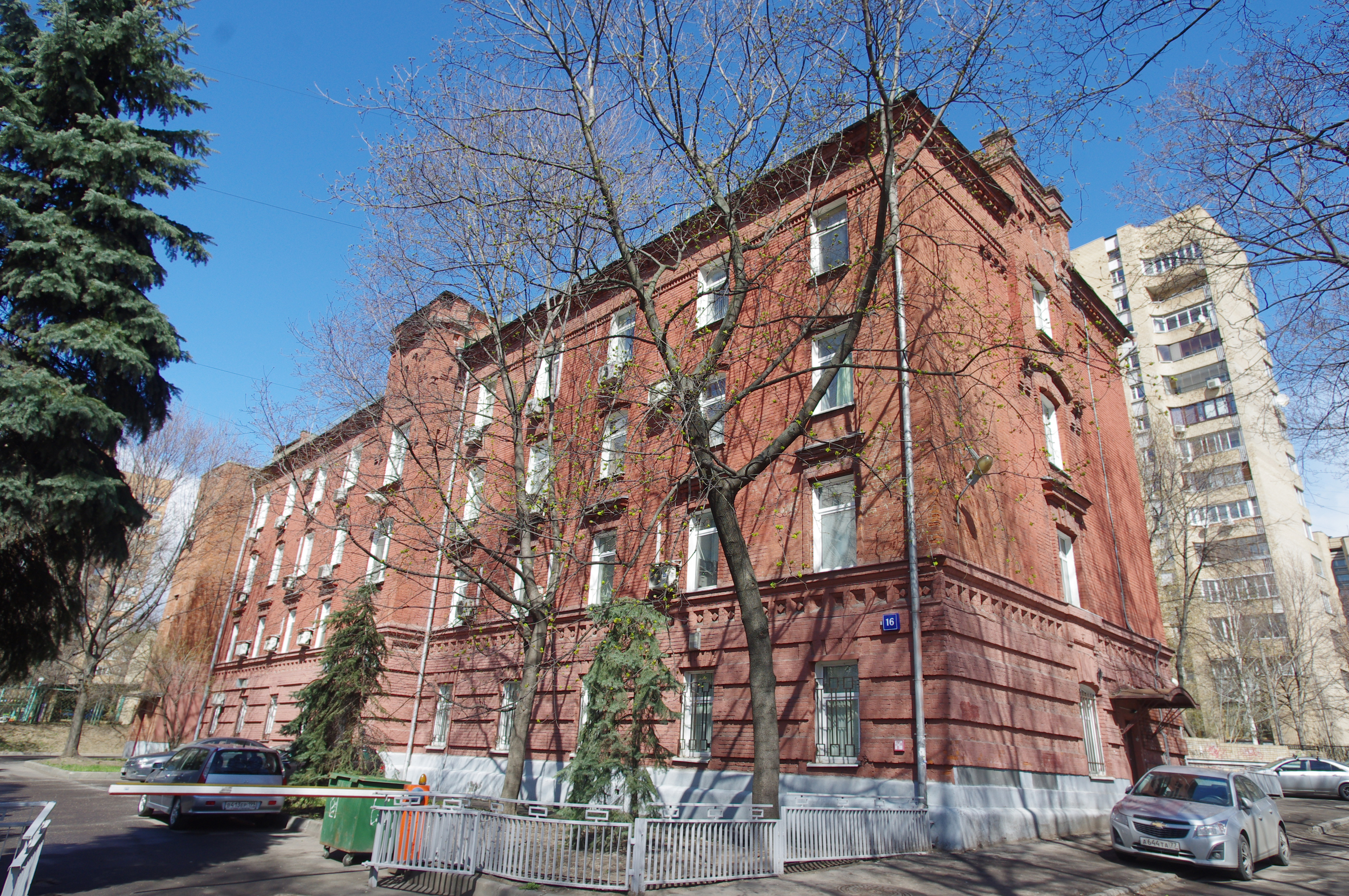
Сохранившееся административное здание Таганской тюрьмы

В последние годы тюрьма носила официальное название: Центральная таганская пересыльная тюрьма Восьмого управления МВД СССР. Исполком Моссовета 
5 июля 1960 года постановил закрыть Таганскую тюрьму с 10 июля 1960 года. В том же году здание тюрьмы было взорвано. На её месте построен детский сад МВД и четыре жилых пятиэтажных дома для охранников Таганки. В настоящее время сохранилось одно из тюремных административных зданий и помещение бывшей тюремной стиральни (там сейчас ЖЭК). Перед сломом Таганская тюрьма представляла собой кирпичное, жёлтого цвета шестиэтажное здание, внутри которого шли галереи, огороженные металлическими сетками для предупреждения попыток самоубийства.

## Заключённые Таганской тюрьмы
В Таганской тюрьме поэт Леонид Радин написал известную песню «Смело, товарищи, в ногу!».
В тюрьме сидел видный большевик-революционер Н. Бауман.
Известная актриса, гражданская жена Максима Горького М. Андреева на деньги Саввы Морозова подготовила побег из Таганской тюрьмы нескольких большевиков. В феврале 1905 году в Таганскую тюрьму на 16 дней заключили её хорошего знакомого, известного писателя Леонида Андреева. Его обвиняли, что предоставил свою квартиру для совещания ЦК РСДРП. Залог в 10 000 рублей, по просьбе М. Горького внесённый Саввой Морозовым, позволил Андрееву уехать за границу.
За проповедь «Голос крови», посвященную памяти лейтенанта Шмидта и прочитанную в Московской духовной академии в марте 1906, здесь отсидел семь суток П. А. Флоренский.
Революционер-бизнесмен Л. Красин отсидел 10 месяцев, изучив немецкий язык. Будущий нарком просвещения, А. Луначарский просидел в тюрьме 4 месяца. 11 месяцев просидел здесь М. А. Савельев.
В одиночной камере более пяти месяцев за помощь революционерам находился миллионер Савва Мамонтов.
Эсер-максималист В. Мазурин по приговору военно-полевого суда за убийства и ограбления в сентябре 1906 был повешен в подвале Таганки.
В 1908 году в Таганке также находился авантюрист XX века В. Ф. Трахтенберг, продавший правительству Франции марокканские рудники. Трахтенберг, не будучи профессиональным лингвистом, за решёткой составил словарь воровской речи, который явился прообразом всех последующих подобных словарей.
С 13 мая по 11 августа 1908 группа депутатов I государственной Думы отбывала здесь трехмесячное заключение за так называемое «Выборгское воззвание». Вот как Московский губернатор В. Ф. Джунковский описывает это событие:

Все осужденные получили в этот день повестки явиться в свои участки, откуда они были препровождены в губернскую (Таганскую) тюрьму. Только одному из выборжцев — к князю С. Д. Урусову, вероятно, как к бывшему товарищу министра, пристав явился сам на квартиру и отвёз его непосредственно в тюрьму. Привезены были Г. Ф. Шершеневич, князь Пётр Долгоруков, В. Е. Якушкин, М. Д. Лебедев, М. Г. Комиссаров, Ф. Ф. Кокошкин, А. Р. Ледницкий и В. С. Нечаев. У тюремных ворот толпа поклонниц подносила им цветы и выражала знаки сочувствия. Затем привезли Савельева и Садырина, последним был С. А. Муромцев [председатель распущенной Думы], ему толпа устроила овацию и преподнесла букет
Письмо депутатов I Государственной думы-«выборжцев» депутату князю С. Д. Урусову, который не участвовал в совещании группы депутатов в Выборге после роспуска Думы, но добровольно предстал перед судом, заявив о солидарности с Выборгским воззванием:

«Таганская тюрьма, 5 июля 1908 г.
Дорогой товарищ!
Мы рады Дню Вашего ангела, рады сказать Вам, сколь высоко Вы стоите в наших глазах, сколь близки Вы нам, сколь дороги, сколь нежные чувства мы к Вам питаем. Вы здесь лишь потому, что пожелали разделить общие лишения, общую ответственность. Месяцы тюрьмы нам дали возможность узнать друг друга, и в эту минуту мы не хотим говорить ни о ком другом, только о Вас, о нас. Мы не говорим, как к Вам должно относиться и, несомненно, относится русское общество. Сегодня приветствуем Вас мы — Ваши созаключники, соарестники. Вы вплели в венок традиций аристократического рода воспоминание о тюрьме как награде для народного избранника! Оно властно скажет грядущим поколениям, что в определённые минуты народный представитель о себе не смеет думать!
 
По поручению выборгской колонии заключенных староста выборгского крыла, А. Ледницкий».
Тема венка для тех же выборжцев неожиданно всплыла в истории Таганской тюрьмы после революции. Как пишет тот же Джунковский:

После переворота в феврале 1917 г., во времена Керенского, камера в которой содержался Муромцев, была отремонтирована, и в память пребывания в ней С. А. Муромцева повешен был его портрет, украшенный серебряным венком на средства тюремного надзора. Впоследствии, уже в 1921 г., в то время, когда я содержался в Таганской тюрьме, венок этот был украден, что произвело большой переполох. Виновный так и не был обнаружен, венок же через некоторое время был найден и сохранялся после этого у начальника тюрьмы в кабинете.
После объявления «красного террора» множество дворян, священнослужителей и купцов были отправлены в Таганку. Тюремная церковь стала клубом. Службы проводились в большой камере, переделанной в коммунистическую школу. Молитвы читались под портретами Ленина и Троцкого. Охраняли молящихся надзиратели-добровольцы из числа верующих старослужащих. Домовая тюремная церковь Взыскания погибших, построенная в 1894 на деньги А. Д. Расторгуева была закрыта в 1922.
В начале 1920-х гг. в тюрьме соблюдалась видимость соблюдения гражданских прав, так как время от времени Таганку посещали иностранные гуманитарные делегации. Однажды в Таганскую тюрьму принесли отправленную через Красный крест посылку с тулупами от Е. Пешковой, бывшей жены Горького.
Священномученик Максим (М. Жижиленко) ранее работал главным врачом Таганской тюрьмы. Потеряв при родах жену, он посвятил себя служению заключенным: спал на голых досках, питался из тюремного котла, деньги отдавал «сидельцам». Став в советское время епископом Серпуховским, он был арестован и 4 июня 1931 года расстрелян.
С ноября по декабрь 1937 в тюрьме держали святителя Серафима, 82-летнего, прикованного к постели старца. Не добившись от священника признаний, его расстреляли на Бутовском полигоне.
Делили с таганскими уголовниками общую чашу и ученые — действительные члены Академии наук СССР Т. П. Кравец и Л. С. Лейбензон.
Прототип Остапа Бендера (в жизни ― Осип Шор, сотрудник угрозыска) в 1922 тоже попал было за драку в Таганку, но вскоре его освободили.
Один из руководителей органов безопасности, М. С. Кедров, участвовавший в подкопе в Таганскую тюрьму в 1904, был арестован в 1939 и два года провел в той же тюрьме. В июле 1941 был оправдан. Но от судьбы не уйдешь, и старый большевик, который даже среди чекистов слыл человеком жестоким, по личному указанию Лаврентия Берии был убит. В Таганке же был расстрелян С. Коваленчик, человек со схожей судьбой ― участник Гражданской войны, член Реввоенсовета 15 армии, в последние годы ученый-сельскохозяйственник.
Перед казнью попал в Таганскую тюрьму один из инициаторов «красного террора» Мартын Лацис, бывший член коллегии ВЧК.
По недоразумению в 1942 году в Таганскую тюрьму попал выживший в бою на разъезде Дубосеково связной политрука В. Г. Клочкова Даниил Кожубергенов.
А. А. Власов и его окружение, просившие расстрелять их как солдат, в августе 1946 по приговору суда были повешены во внутреннем дворе Таганской тюрьмы.
В феврале 1951 перед высылкой по этапу в Таганской тюрьме содержался известный целитель Порфирий Иванов.

## В литературе и искусстве
Так вот она, Таганская тюрьма,
Отверженных угрюмая обитель!
Кто, кто воздвиг тебя? Живой строитель?
Иль породила ненависть и тьма?
Ты мучила глашатаев ума,
Которых гнал трусливенький правитель,
Бандит и вор излюбленный твой житель,
И ты воспитываешь их сама!
Ты обесценилась во дни террора,
Утратив обаяние позора,
И запертые в каменный конверт
Устраивают праздничный концерт…
Но страшен мне осенними ночами
Веселый гроб с живыми мертвецами…
| В русской поэзии сохранился сонет неведомого автора: |

Тюрьме посвящена песня «Таганка». О сносе тюрьмы также упоминается в песне Владимира Высоцкого «Эй, шофёр, вези — Бутырский хутор».